# 矮小鮭脂鯉
矮小鮭脂鯉為輻鰭魚綱脂鯉目脂鯉亞目鮭脂鯉科的其中一種，為熱帶淡水魚，分布於非洲查德湖、三比西河、剛果河、庫邦河等流域，體長可達10.6公分，棲息在底中層水域，生活習性不明，可作為觀賞魚。

## 扩展阅读
維基物種上的相關：矮小鮭脂鯉